# Sân bay Du Dương Du Lâm
Sân bay Du Dương Du Lâm (tiếng Trung: 榆林榆阳机场) (IATA: UYN, ICAO: ZLYL) là một sân bay dân dụng tại thành phố Du Lâm, tỉnh Thiểm Tây, Trung Quốc. Nó được mở cửa vào tháng 5 năm 2008, thay thế cũ sân bay Tây Sa Du Lâm. Sân bay này nằm cách khu vực đô thị của Du Lâm khoảng 15,5 km. Công việc xây dựng sân bay này bắt đầu vào năm 2005 và nó được phân loại như là một sân bay dân dụng 4C.

## Các hãng hàng không và điểm đến
| Hãng hàng không         | Các điểm đến                              |
| ----------------------- | ----------------------------------------- |
| China Eastern Airlines  | Thượng Hải - Hồng Kiều, Tây An            |
| China Express Airlines  | Đại Liên, Thạch Gia Trang                 |
| China Southern Airlines | Trường Sa, Quảng Châu, Tây An, Trịnh Châu |
| China United Airlines   | Bắc Kinh - Nam Uyển                       |
| Hainan Airlines         | Bắc Kinh                                  |
| Joy Air                 | Thái Nguyên, Ngân Xuyên                   |
| Okay Airways            | Côn Minh, Thiên Tân                       |
| Sichuan Airlines        | Tây An                                    |
| Tianjin Airlines        | Thạch Gia Trang, Tây An                   |